# Helen Chandler
Helen Chandler (ur. 1 lutego 1906, zm. 30 kwietnia 1965) – amerykańska aktorka filmowa i sceniczna. Najbardziej znana z roli Miny Harker w filmie Dracula z 1931 roku.

## Życiorys
Helen Chandler urodziła się w Charleston, w USA stanie Karolina Południowa. W wieku 11 lat zadebiutowała na Broadwayu, gdzie grała w wielu spektaklach teatralnych. Jako aktorka filmowa zadebiutowała w 1927 roku w filmie Mistrz muzyki. Potem pojawiała się jeszcze w wielu produkcjach, z których najbardziej znany był film Dracula z 1931 roku, gdzie zagrała rolę Miny Harker. Rozwój jej kariery zawodowej zahamował postępujący alkoholizm, który wyniszczył jej organizm. Helen Chandler zmarła w wieku 59 lat w wyniku komplikacji pooperacyjnych po zabiegu usuwania wrzodów żołądka. Był trzykrotnie zamężna. Dwa jej małżeństwa zakończyły się rozwodem. Z trzecim mężem była aż do swojej śmierci.

## Filmografia wybrana[2]
- 1927: Mistrz muzyki (The Music Master)
- 1927: The Joy Girl
- 1929: Mother’s Boy
- 1929: Salute
- 1929: The Sky Hawk
- 1930: Outward Bound
- 1931: A House Divided
- 1931: The Last Flight
- 1931: Dracula (Dracula)
- 1933: Christopher Strong
- 1934: Long Lost Father
- 1934: Midnight Alibi
- 1934: Unfinished Symphony
- 1935: It’s a Bet
- 1938: Mr. Boggs Steps Out